# جی نووللو
جی نووللو (انگلیسی: Jay Novello؛ ۲۲ اوت ۱۹۰۴ – ۲ سپتامبر ۱۹۸۲) بازیگر رادیو، تلویزیون و سینمای ایتالیایی‌تبار اهل ایالات متحده آمریکا بود.
از فیلم‌ها یا مجموعه‌های تلویزیونی که وی در آن‌ها نقش داشته است، می‌توان به اصل دومینو و کمدین اشاره نمود.